# Nõva (Lääne-Nigula)
Nõva (Duits: Newe) is een plaats in de Estlandse gemeente Lääne-Nigula, provincie Läänemaa. De plaats heeft de status van dorp (Estisch: küla).
Tot in oktober 2017 viel Nõva onder de gemeente Nõva, waarvan het de hoofdplaats was. In die maand werd Nõva bij de fusiegemeente Lääne-Nigula gevoegd.

## Bevolking
De ontwikkeling van de bevolking blijkt uit het volgende staatje:
| Jaar            | 2000 | 2010 | 2011 | 2021 |
| --------------- | ---- | ---- | ---- | ---- |
| Aantal inwoners | 153  | 136  | 112  | 105  |

## Ligging
Nõva ligt aan de baai Keibu laht aan de noordkust van Estland. Langs de westgrens van het dorp loopt de rivier Nõva jõgi, langs de oostgrens de rivier Veskijõgi. Aan de overkant van de Veskijõgi ligt het natuurgebied Nõva-Osmussaare hoiuala (223 km²).

## Geschiedenis
Nõva behoorde in de 14e eeuw tot de bezittingen van het nonnenklooster in Lihula. In 1402 ging het dorp, toen Neyve genoemd, over naar de bezittingen van het klooster van Padis (Kloostri). In 1565 was Nõva het centrum van een Wacke, een administratieve eenheid voor een groep boeren met gezamenlijke verplichtingen. Ook was er toen al een landgoed Newe, dat in 1575 privébezit werd. In 1653 verhuisde Newe van de parochie van Padis naar de parochie van Kreuz (Risti). In deze eeuw kreeg Newe ook een eigen, houten kerk met 160 zitplaatsen, gewijd aan Sint-Olaf. Ze fungeerde als bijkerk van de kerk van Kreuz.
De kerk in haar huidige vorm is gebouwd in de 18e eeuw. Met haar 13,6 x 7,1 meter is ze een van de kleinste kerken van Estland. De ramen lijken glas in lood, maar zijn beplakt met beschilderd perkament. De kerkbanken voor vrouwen zijn anders van vorm dan die voor mannen. Het orgel is gebouwd door Gustav Terkmann (1850–1924). Een bekende persoonlijkheid in Nõva was Friedrich Brandt (1830–1890), koster in deze kerk, schoolmeester en dichter van tientallen Estische liederen.
Op het kerkhof bij de kerk staan veel ijzeren kruisen, die allemaal verschillend van vorm zijn. Hier ligt ook de voorlaatste eigenares van het landgoed begraven, barones Josefine von Baggehufwudt (geboren von Ungern-Sternberg, 1839–1917).
Het landgoed wisselde in de eerste eeuwen vaak van eigenaar. Na de Grote Noordse Oorlog (1700-1721) was het in handen van de familie von Mohrenschildt. In 1833 kwam het in handen van de familie von Ungern-Sternberg. Toen het landgoed in 1919 door het onafhankelijk geworden Estland werd onteigend, was het in handen van de familie von Baggehufwudt.
Het neoclassicistische houten landhuis van het landgoed dateerde uit de 19e eeuw, maar delen ervan waren misschien ouder. In 1920 werd het een basisschool. Sindsdien is het vele malen verbouwd, maar raakte het ook in verval. In 2002 werd het gesloopt en werd een nieuw schoolgebouw neergezet, dat lijkt op het oude. Ook enkele bijgebouwen zijn bewaard gebleven, maar wel in verbouwde vorm.
In 1977 werd het buurdorp Ärita bij Nõva gevoegd.

## Foto's

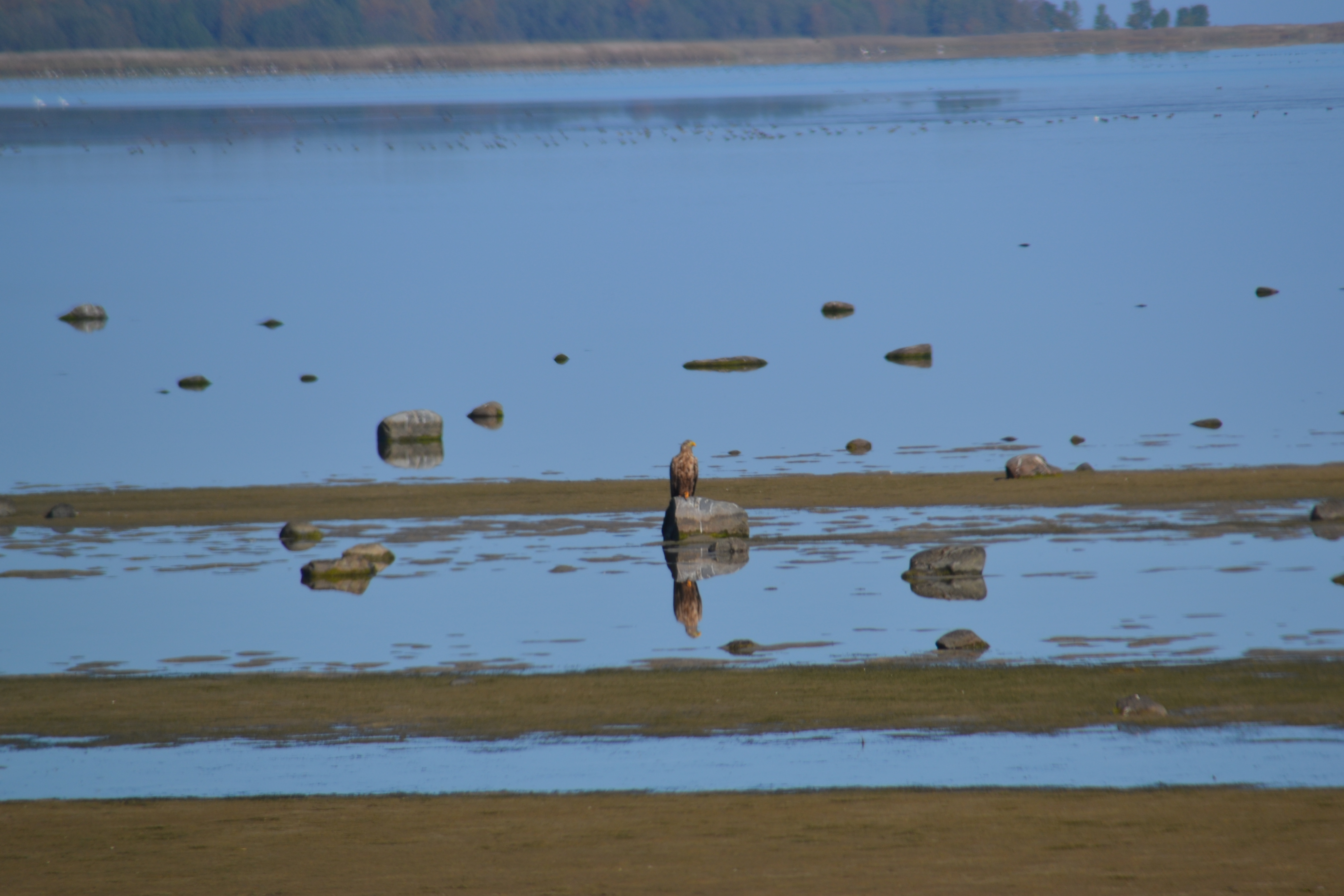
Het strand bij Nõva
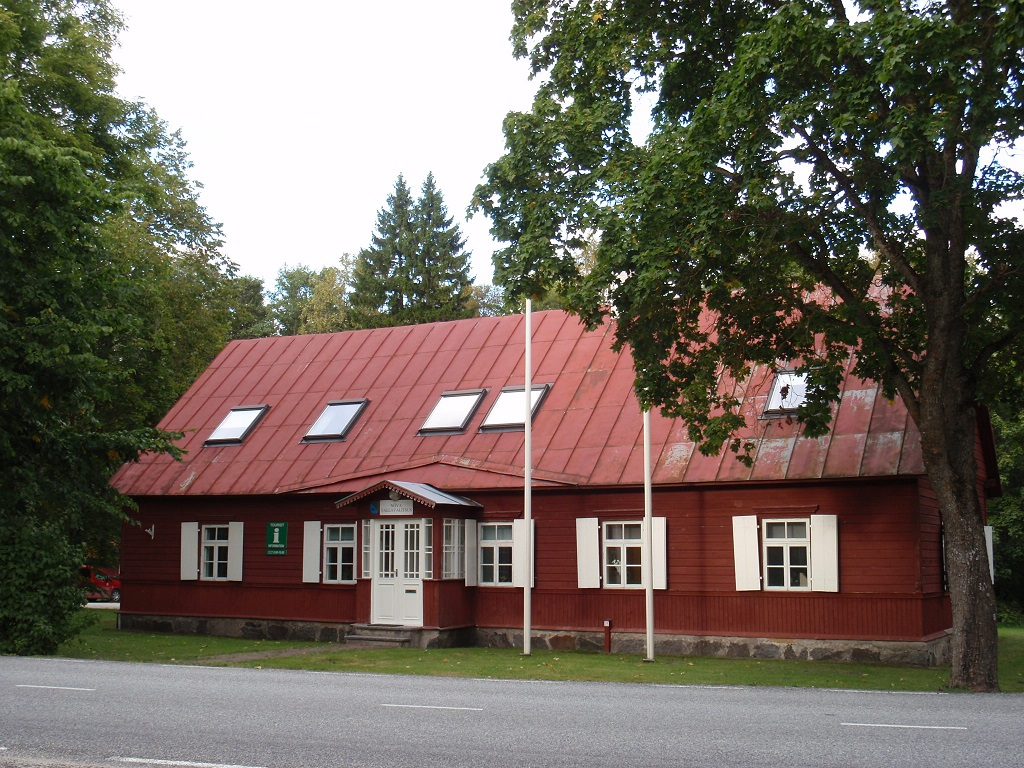
Het voormalige gemeentehuis
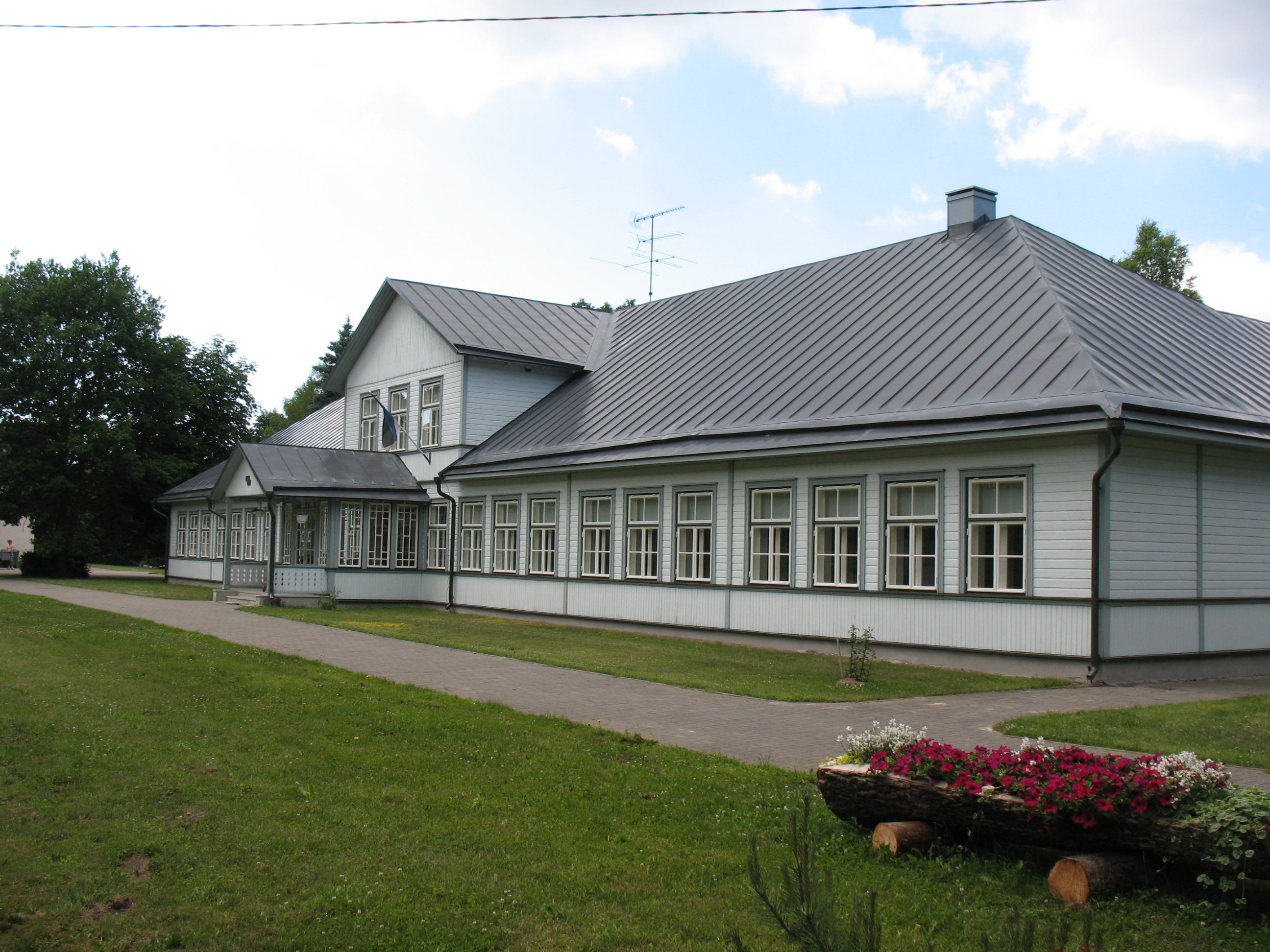
De school
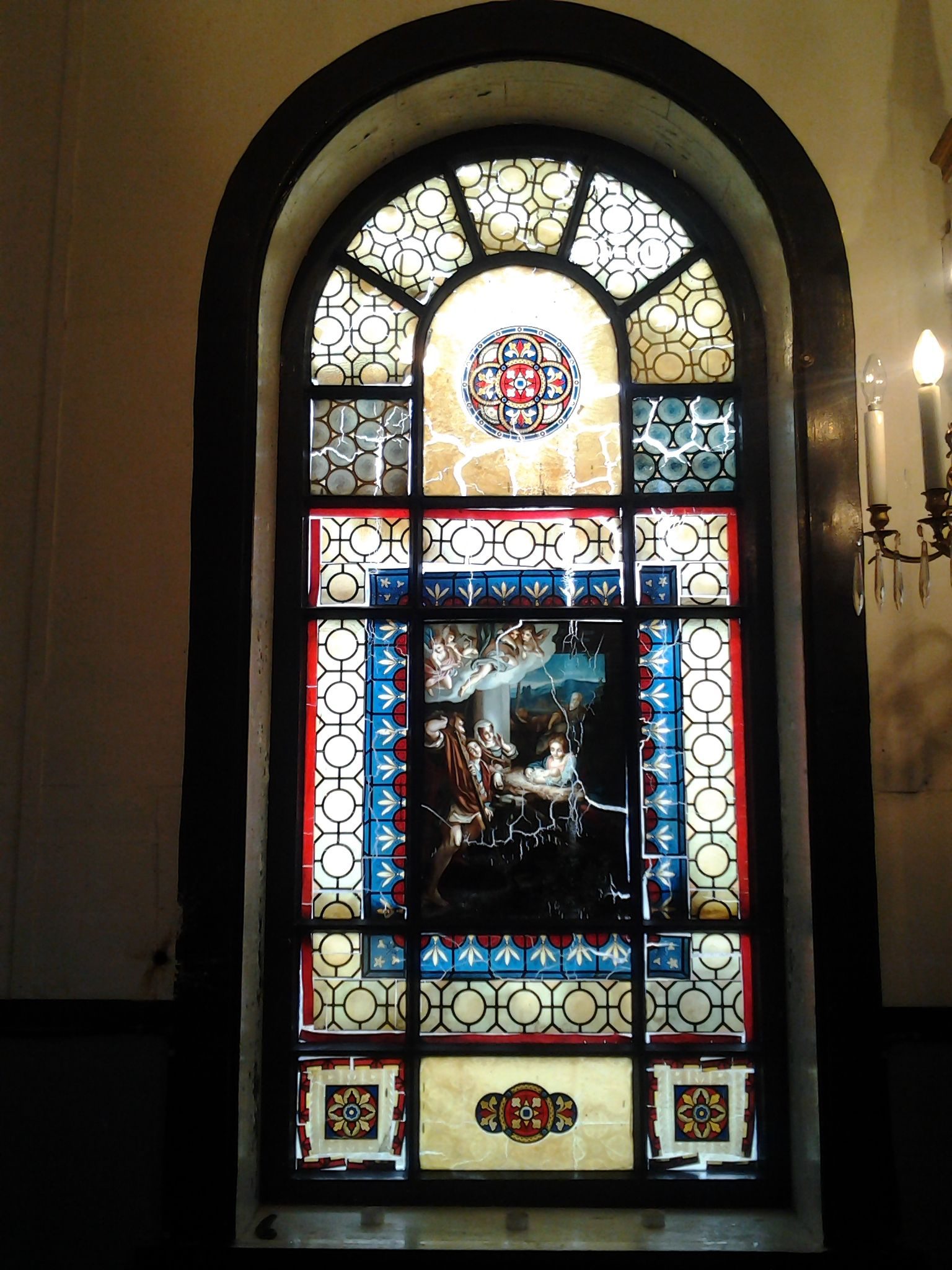
Een van de ramen van de kerk
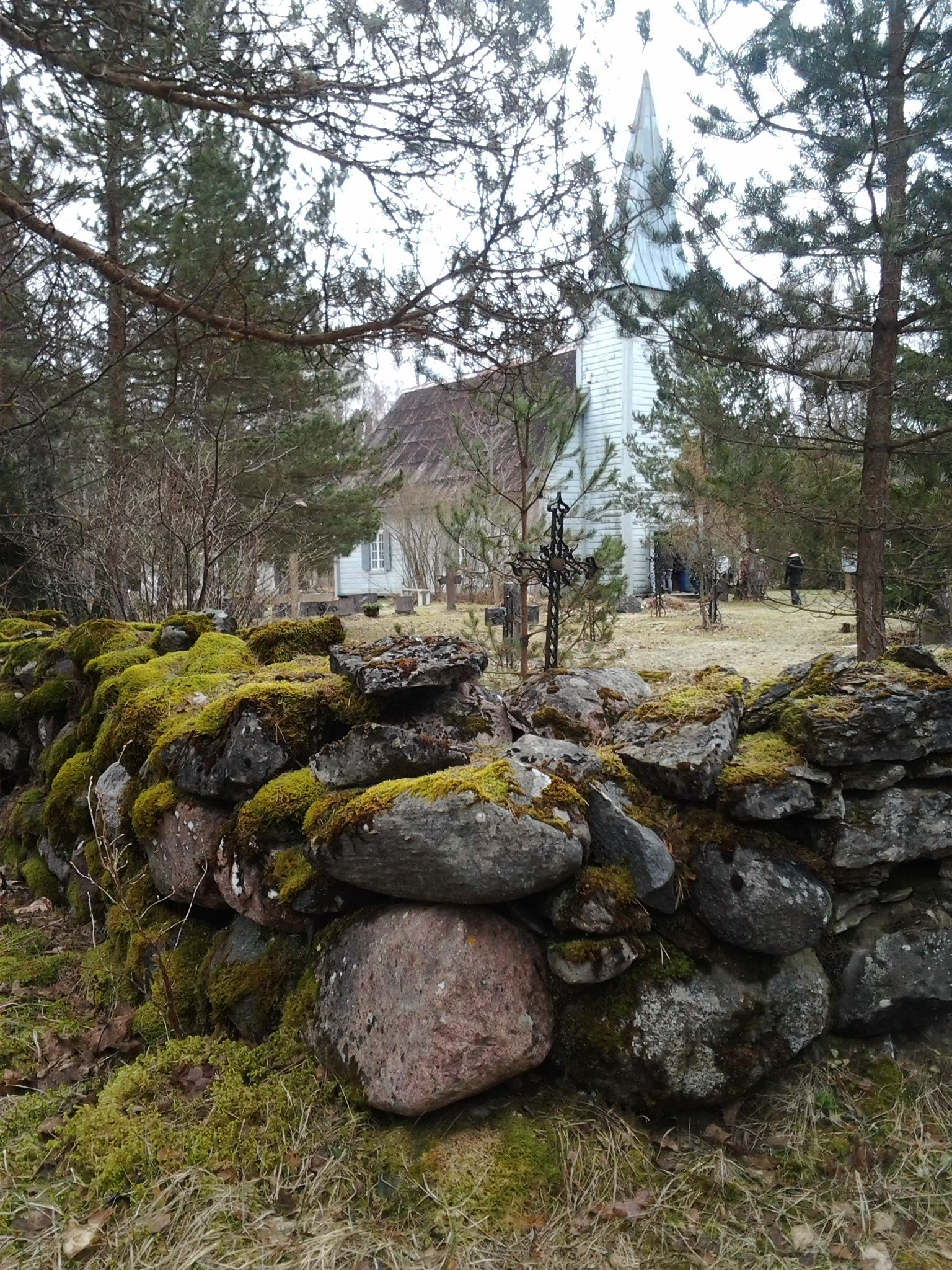
De muur rond het kerkhof en de kerk
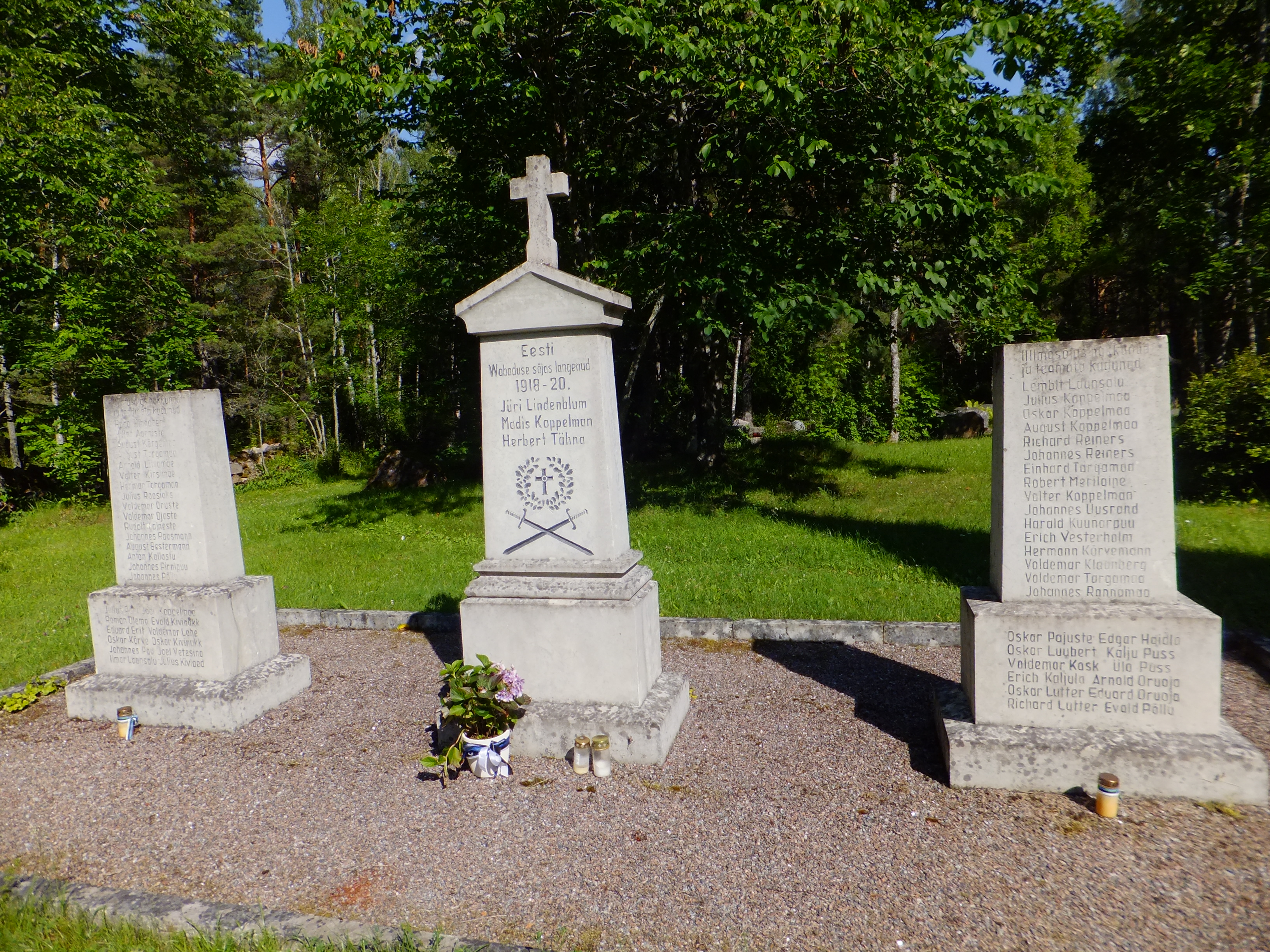
Monument voor de gevallenen in de Estische Onafhankelijk-heidsoorlog